# Гіпотеза кохання
«Гіпотеза кохання» — любовний роман американської авторки італійського походження Алі Гейзелвуд, дебютний роман 2021 року видавництвом «Vivat»

## Анотація
«Олівія Сміт — біологиня, яка мріє не про романтичні стосунки, а про докторський ступінь. Але що робити, коли найліпша подруга не дає тобі спокою з отим коханням ні вдень, ні вночі? Звісно ж, знайти хлопця, який вдаватиме любчика. На цю роль годиться не абихто, а молодий і гарячий професор Карлсен: м-м-м, біологія, Стенфорд, поцілунки…
Олівія має чіткий план і не чекає від славного на всю кафедру Адама «Гедзя» Карлсена розуміння чи підтримки. Але після інциденту на великій науковій конференції Адам стає на її бік. І раптом дівчина помічає, що її обранець не лише розумний, але й чуйний і врівноважений хлопець… із кубиками пресу (о боги!). Щойно маленький експеримент виходить з-під контролю, а теорія романтики розбивається на друзки, як Олівія розуміє: дослідження власного серця під мікроскопом буде складнішим за гіпотезу кохання!»

## Автор
Алі Гейзелвуд — це псевдонім італійської професорки нейронауки, під яким виходять її любовні романи.
Авторка книг народилась та виросла в Італії, подорожувала та жила в Німеччині та Японії, пізніше переїхала до Сполучених Штатів Америки, де здобула ступінь доктора філософії. У своїй професійній роботі займається дослідженням стимуляції мозку та когнітивної нейронауки. Наразі обіймає посаду професорки.
Стартом письменницької кар'єри та світового визнання Алі Гейзелвуд можна вважати 2021 рік, цього року був виданий дебютний роман «Гіпотеза кохання» (The Love Hypothesis) — це зворушлива історія про аспірантку та професора біології, експеримент та почуття яких виходить з-під контролю.
Книги Алі Гейзелвуд стали світовими та українськими бестселерами, зокрема «Гіпотеза кохання» протрималась 5 тижнів в списку бестселерів «New York Times», та була перекладена багатьма мовами.
Професійна діяльність Алі стала центральною темою для її сюжетів, головні герої її романів — це науковці або люди, які працюють в академічних колах.

## Персонажі книги
- Олівія (Олів) Сміт — головна героїня роману. Аспірантка, дослідниця в галузі біології.
- Адам Карлсен — головний герой роману. Молодий професор, відомий своїм суворим підходом до навчання та досліджень.
- Анна — подруга Олів, також є аспіранткою.
- Малкольм — ще один аспірант і близький друг Олів.